# أناكوندا 3: النسل (فلم)
أناكوندا 3: النسل (بالإنجليزية: Anaconda 3: Offspring)، هو فيلم تلفزيوني أمريكي من نوع مغامرة ورعب، صدر عام 2008، من إخراج دون إي. فونت ليروي وبطولة ديفيد هاسلهوف وكريستال ألين وجون ريس-ديفيز. الفيلم هو تكملة لفيلم "أناكوندا: البحث عن زهرة الدم" (2004) والجزء الثالث في سلسلة أفلام أناكوندا.
عرض الفيلم لأول مرة على قناة ساي-فاي في 26 يوليو 2008، وتبعه فيلم "الأناكوندا: أثر الدم" (2009)

## طاقم العمل
- ديفيد هاسيلهوف في دور ستيفن هاميت
- كريستال الين في دور الدكتورة أماندا هايز
- ريان مكلوسكي في دور بينكس
- باتريك ريجيس في دور نيك
- أنتوني غرين في دور كابتن جروزني
- جون رايز-ديفيس في دور بيتر «جي دي» مردوخ
- ألين أولتيينو في دور اندري
- توما دانيلا في دور فيكتور
- بوغدان اوريتسكو في دور دراغوس
- ميلهايل أوروس في دور صوفيا
- سربان سيليا في دور أستاذة إريك كين
- زولتان بوتوك في دور بيتر ريزنر
- علين كونستاتينسكو في دور داريل

## روابط خارجية
- مقالات تستعمل روابط فنية بلا صلة مع ويكي بيانات